# Bệnh viện Đa khoa Xanh Pôn
Bệnh viện Đa khoa Xanh Pôn (Xanh Pôn là cách phiên âm từ L'Hôpital de Saint-Paul trong tiếng Pháp, nghĩa là Bệnh viện Thánh Phaolô) là một bệnh viện đa khoa tuyến cuối trực thuộc Sở Y tế Hà Nội. Cùng với các bệnh viện chuyên ngành như: Bệnh viện Mắt Hà Nội, Bệnh viện Tim Hà Nội, Bệnh viện Thận Hà Nội, Bệnh viện Phụ sản Hà Nội, Bệnh viện Việt Nam-Cuba (Tai Mũi Họng-Răng Hàm Mặt), Bệnh viện Phổi Hà Nội, Bệnh viện Ung bướu Hà Nội, Bệnh viện Da liễu Hà Nội,.v..vv... và các bệnh viện khu vực, trung tâm y tế quận/huyện tạo thành mạng lưới y tế hoàn chỉnh của thủ đô. Bệnh viện tọa lạc tại trung tâm thành phố Hà Nội, Việt Nam bao quanh bởi 4 con đường: Nguyễn Thái Học - Chu Văn An - Trần Phú - Hùng Vương.

## Lịch sử
Bệnh viện Xanh Pôn là một trong những bệnh viện đầu tiên tại Đông Dương, được thành lập từ chế độ Thực dân Pháp ở Đông Dương (xây dựng trước năm 1900) cùng với các bệnh viện như: Bệnh viện Lanessan (nay là Bệnh viện Trung ương Quân đội 108), Bệnh viện Indigène du Protectorat (bao gồm Bệnh viện Việt Đức, Phụ sản Trung ương, Răng-Hàm-Mặt Trung ương ngày nay), Viện Radium Đông Dương (nay là Bệnh viện K), Bệnh viện René Robin (nay là Bệnh viện Bạch Mai). Ngày 26 tháng 08 năm 1970, hợp nhất các bệnh viện: Bệnh viện Saint Paul, Bệnh viện B Nhi khoa, Bệnh viện Khu phố Ba Đình và Phòng khám Phụ khoa Hà Nội thành Bệnh viện Đa khoa Xanh Pôn. 
Tiền thân của Bệnh viện Đa khoa Xanh Pôn là cơ sở y tế đầu tiên của khu vực Đông Dương, do Chính phủ bảo hộ Pháp lập ra trong những năm cuối thế kỷ XIX với mục đích ban đầu là điều dưỡng, chăm sóc và khám chữa bệnh cho các quan thầy Pháp. Năm 1911, Nhà nước bảo hộ Pháp quyết định cho phép Bệnh viện Saint Paul được nhận điều trị cho người bản xứ. Thời kỳ này, Bệnh viện Saint Paul chỉ có một khoa với 90 giường bệnh, tiếp nhận các bệnh nhân cấp cứu bụng, chấn thương, tiết niệu và bỏng, do các thầy thuốc người Pháp đảm nhiệm. Như vậy cùng với bệnh viện Phủ Doãn, Bệnh viện Quân đội Đồn Thủy, Bệnh viện Ngoại khoa Saint Paul là những cơ sở ngoại khoa đầu tiên của Hà Nội trước năm 1954. Cùng với lịch sủ dân tộc, Bệnh viện Đa khoa Xanh Pôn đã trải qua các thời kỳ khác nhau. Năm 1945, Bệnh viện thuộc về Chính quyền Cách mạng, đến năm 1956, Chính phủ Cộng hòa Pháp chính thức bàn giao bệnh viện cho Chính phủ Việt Nam Dân chủ Cộng Hòa.